# Узкоколейная железная дорога Хауккаваара — Пеконлахти
Узкоколейная железная дорога Хауккаваара — Пеконлахти (фин. Haukkavaara–Pekonlahti-rata) — железная дорога колеи 750 мм, действовавшая с 1898 по 1927 год на территории прихода Хийтола (ныне Хийтольское сельское поселение Лахденпохского района Республики Карелия). Принадлежала лесопильному заводу в Пеконлахти и перевозила преимущественно готовую продукцию для погрузки на ширококолейную ЖД, но до 1918 года действовало и пассажирское движение.

## История
В 1865 году возле залива Пенколахти на территории прихода Хийтола был построен лесопильный завод выборгского торгового дома «Тиханов и сыновья». Построен он был по передовым на тот момент технологиям — на заводе была установлена паровая машина, приводившая в движение все станки и механизмы. В 1897 году завод был куплен компанией Viipurin Puutavara Oy. 15 (27) декабря 1898 года на открытой пятью годами ранее железнодорожной линии Антреа — Сортавала была открыта станция Хауккаваара, от которой к заводу, в силу невозможности проложить ширококолейный подъездной путь (на единственной возможной трассе линии присутствовали кривые малого радиуса, непригодные для движения ширококолейного подвижного состава), была построена узкоколейная железная дорога. По ней продукция завода вывозилась к ширококолейной железной дороге, где уже отправлялась в Выборг. Также с момента запуска узкоколейки на ней существовало пассажирское движение от Хауккаваары до пристани на верфях, где пассажиры могли сесть на пароход, курсировавший по маршруту Санкт-Петербург — Кексгольм — Сердоболь. В 1910 году завод и дорога перешли во владение компании Ahlstrom.
После Октябрьской революции и обретения Финляндией независимости дорога стала приходить в упадок: прекратил курсировать пароход из Петрограда, так что пассажирское движение по линии пришлось прекратить, а объём вывозимого леса снизился на порядок в связи с прекращением поставок на территорию России. Несмотря на это, узкоколейка продолжала действовать; на 1925 год полная длина всех путей составляла 15 километров 600 метров, действовало более 100 единиц подвижного состава. В 1927 году экономическая ситуация всё же вынудила завод отказаться от использования узкоколейной дороги, и она была разобрана за ненадобностью. Один из двух паровозов был при этом передан на УЖД Ляскельского бумажного завода.
До наших дней сохранилась только часть насыпи УЖД, по которой проложена автодорога.

## Описание

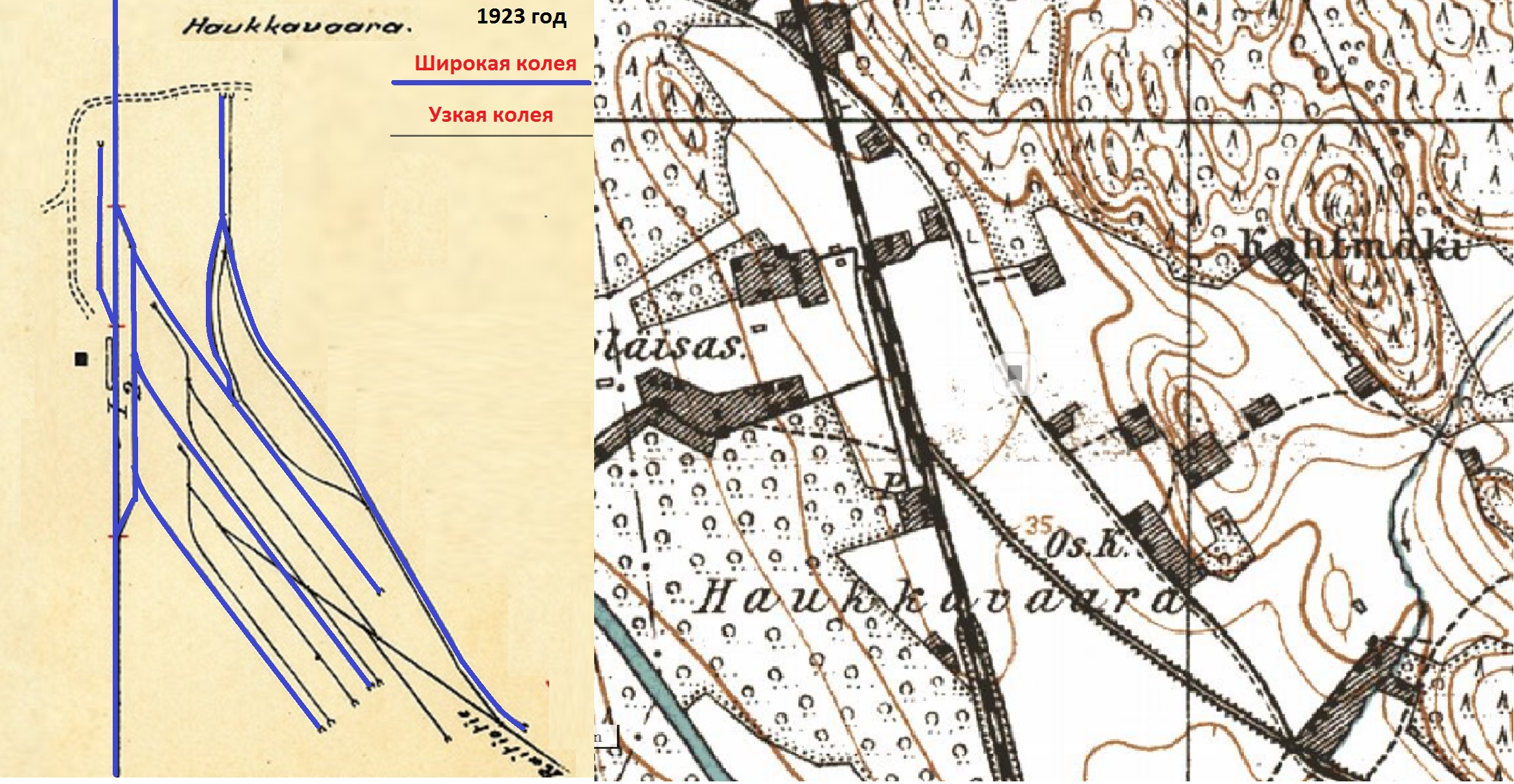
Схема перегрузочной станции Хауккаваара на 1923 год и Хауккаваара на карте 1930-х

Линия начиналась от ширококолейной станции Хауккаваара, где была оборудована крупная перегрузочная станция, позволявшая производить перевалку между вагонами разной ширины колеи без использования складов, что увеличивало скорость движения груза, но повышало травмоопасность. Также на станции присутствовала пассажирская платформа, к которой вёл отдельный путь.
Далее однопутная линия шла на юго-восток до пересечения с автодорогой из Хийтолы, огибала гору с юга и шла на юго-восток вдоль русла ручья Кивиккоя до северо-западного берега залива Расинселькя, где располагались древообрабатывающий завод и верфь. Имелось пошёрстное ответвление на юго-запад, к берегу залива Пеконлахти, где располагалась товарная пристань с тремя складами, а на территории верфи действовал пассажирский порт. Общая длина перегона составляла 7 километров 300 метров. Из-за сложного рельефа местности на линии имелось несколько поворотов с малым радиусом кривизны.
Локомотивный парк линии был представлен двумя узкоколейными паровозами производства американской компании Диксон. Также на дороге присутствовали около ста грузовых вагонов и несколько пассажирских.